# Municipio de Mount Auburn
El municipio de Mount Auburn (en inglés: Mount Auburn Township) es un municipio ubicado en el condado de Christian en el estado estadounidense de Illinois. En el año 2010 tenía una población de 1028 habitantes y una densidad poblacional de 8,67 personas por km².

## Geografía
El municipio de Mount Auburn se encuentra ubicado en las coordenadas 39°44′7″N 89°18′54″O / 39.73528, -89.31500. Según la Oficina del Censo de los Estados Unidos, el municipio tiene una superficie total de 118.56 km², de la cual 118,47 km² corresponden a tierra firme y (0,08 %) 0,09 km² es agua.

## Demografía
Según el censo de 2010, había 1028 personas residiendo en el municipio de Mount Auburn. La densidad de población era de 8,67 hab./km². De los 1028 habitantes, el municipio de Mount Auburn estaba compuesto por el 98,35 % blancos, el 0,19 % eran afroamericanos, el 0,19 % eran amerindios, el 0,68 % eran asiáticos, el 0,39 % eran de otras razas y el 0,19 % eran de una mezcla de razas. Del total de la población el 0,88 % eran hispanos o latinos de cualquier raza.